# Siano
Siano es una localidad y comune italiana de la provincia de Salerno, región de Campania, con 10.354 habitantes.

## Evolución demográfica
| Gráfica de evolución demográfica de Siano entre 1861 y 2001 |
|                                                             |
| Fuente ISTAT - elaboración gráfica de Wikipedia             |